# لئوپولد ارمن
لئوپولد ارمن (انگلیسی: Leopold Ehrmann; ۶ مارس ۱۸۸۶ – ۱۱ آوریل ۱۹۵۱) معمار اهل آلمان بود.